# Радько Антон Олексійович
Антон Олексійович Радько (нар. 2 червня 1995) — український легкоатлет, який спеціалізується в спортивній ходьбі, чемпіон України.
На національних змаганнях представляє Сумську область.
Тренується під керівництвом Тетяни та Миколи Кривохиж.

## Спортивні досягнення
Бронзовий призер командного чемпіонату Європи з ходьби на дистанції 50 км у командному заліку (2021).
Чемпіон та призер чемпіонатів України у дисциплінах ходьби.

## Основні міжнародні виступи
| Рік  | Змагання                            | Місто     | Місце | Дисципліна   | Примітки |
| ---- | ----------------------------------- | --------- | ----- | ------------ | -------- |
| 2014 | Кубок світу з ходьби                | Тайцан    | 26    | ходьба 10 км | U20      |
| 2021 | Командний чемпіонат Європи з ходьби | Подєбради | 23    | ходьба 50 км | [ 1 ]    |